# Ministerio de Ciencia, Tecnología e Innovación
El Ministerio de Ciencia, Tecnología e Innovación (MinCiencias), anteriormente Colciencias, es el organismo del Gobierno Nacional de Colombia para la gestión de la administración pública, rector del sector y del Sistema Nacional de Ciencia, Tecnología e Innovación (SNCTI), encargado de formular, orientar, dirigir, coordinar, ejecutar, implementar y controlar la política del Estado en esta materia, teniendo concordancia con los planes y programas de desarrollo, de acuerdo a la Ley 2237 de 2022, mediante la cual se oficializó su creación.
La dirección del Minciencias está a cargo de la ministra Ángela Yesenia Olaya Requene, socióloga de la Universidad de Caldas, PhD en antropología de la Universidad Nacional Autónoma de México e investigadora en los campos de los estudios afro-latinoamericanos y la educación inclusiva.

## Funciones
Las funciones del Ministerio son:
- Formular la política pública de ciencia, tecnología e innovación del país.
- Establecer estrategias para el avance del conocimiento científico, el desarrollo sostenible, ambiental, social, cultural y la transferencia y apropiación social de la Ciencia, la Tecnología, la Innovación, para la consolidación de una sociedad basada en el conocimiento.
- Impulsar el desarrollo científico, tecnológico y la innovación de la Nación, programados en la Constitución Política de 1991 y en el Plan Nacional de Desarrollo, de acuerdo con las orientaciones trazadas por el Gobierno Nacional.
- Garantizar las condiciones necesarias para que los desarrollos científicos, tecnológicos e innovadores, se relacionen con el sector productivo y favorezcan el emprendimiento, la productividad y la competitividad.
- Velar por la consolidación y fortalecimiento del Sistema Nacional de Ciencia, Tecnología e Innovación (SNCTI).

## Misión
El Ministerio como rector del sector y del SNCTI formula y articula la política pública para la generación de conocimiento, la innovación, la apropiación social y la competitividad. Potencia las capacidades regionales y sectoriales de investigación e innovación para la consolidación de la sociedad del conocimiento. Igualmente, promueve el bienestar social, el desarrollo económico, productivo, sostenible y cultural del territorio y de sus pobladores.

## Visión
El Ministerio de Ciencia, Tecnología e Innovación será reconocido como el propulsor de la transformación de Colombia hacia una sociedad del conocimiento y por enfrentar los retos y desafíos de la cuarta revolución industrial. Igualmente, será identificado por su liderazgo e impacto en las regiones y por promover su Desarrollo Sostenible desde la investigación y la innovación, a través de la articulación Universidad, Empresa, Estado y Sociedad.

## Estructura
El Ministerio de Ciencia, Tecnología e Innovación está conformado por el Despacho del Ministro, las oficinas asesoras y de apoyo, dos viceministerios y la secretaría general, de esta forma:
- Ministro de Ciencia, Tecnología e Innovación
- Viceministerio de Conocimiento, Innovación y Productividad
  - Dirección de Generación de Conocimiento
  - Dirección de Transferencia y Uso de Conocimiento
- Viceministerio de Talento y Apropiación Social del Conocimiento
  - Dirección de Capacidades y Divulgación de las CTel
  - Dirección de Vocaciones y Formación en CTel
- Secretaría General
  - Dirección de Talento Humano
  - Dirección Administrativa y Financiera

## Listado de Ministros
La siguiente es la lista de titulares que ha tenido la cartera desde su creación en 2020:
|  | N.° | Ministro            | Inicio               | Foto | Final               | Partido            | Presidente    | Ref.   |
|  | --- | ------------------- | -------------------- | ---- | ------------------- | ------------------ | ------------- | ------ |
|  | 1.° | Mabel Gisela Torres | 10 de enero de 2020  |      | 4 de junio de 2021  | Independiente      | Iván Duque    | [ 8 ]  |
|  | 2.° | Tito José Crissien  | 4 de junio de 2021   |      | 7 de agosto de 2022 | Unión por la Gente | Iván Duque    | [ 9 ]  |
|  | 3.º | Arturo Luis Luna    | 14 de agosto de 2022 |      | 26 de abril de 2023 | Independiente      | Gustavo Petro | [ 10 ] |
|  | 4.° | Yesenia Olaya       | 26 de abril de 2023  |      | En el cargo         | Independiente      | Gustavo Petro | [ 11 ] |

## Listado de Viceministros

### Talento y Apropiación Social del Conocimiento
|  | N.° | Viceministro      | Inicio                  | Foto | Final                    | Partido       | Presidente    | Ministro            | Ref.          |
|  | --- | ----------------- | ----------------------- | ---- | ------------------------ | ------------- | ------------- | ------------------- | ------------- |
|  | 1.° | Sonia Monroy      | 24 de enero de 2020     |      | 8 de abril de 2021       | Independiente | Iván Duque    | Mabel Gisela Torres | [ 12 ]        |
|  | 2.° | Ana María Aljure  | 8 de abril de 2021      |      | 7 de agosto de 2022      | Independiente | Iván Duque    | Mabel Gisela Torres | [ 13 ] [ 14 ] |
|  | 3.° | Yesenia Olaya     | 10 de noviembre de 2022 |      | 1 de mayo de 2023        | Independiente | Gustavo Petro | Arturo Luis Luna    | [ 15 ] [ 16 ] |
|  | 4.° | Yoseth Ariza      | 1 de mayo de 2023       |      | 29 de septiembre de 2023 | Independiente | Gustavo Petro | Yesenia Olaya       | [ 17 ] [ 18 ] |
|  | 5.° | María Camila Díaz | 11 de octubre de 2023   |      | 10 de julio de 2024      | Independiente | Gustavo Petro | Yesenia Olaya       | [ 19 ] [ 20 ] |

### Conocimiento, Innovación y Productividad
|  | N.° | Viceministro              | Inicio                | Foto | Final                 | Partido       | Presidente    | Ministro            | Ref.          |
|  | --- | ------------------------- | --------------------- | ---- | --------------------- | ------------- | ------------- | ------------------- | ------------- |
|  | 1.° | Sergio Cristancho         | 8 de abril de 2021    |      | 20 de julio de 2023   | Independiente | Iván Duque    | Mabel Gisela Torres | [ 22 ] [ 23 ] |
|  | 2.° | Carolina Álvarez          | 18 de junio de 2023   |      | 22 de junio de 2023   | Independiente | Gustavo Petro | Arturo Luis Luna    | [ 24 ]        |
|  | 3.° | Andrea Navas              | 22 de junio de 2023   |      | 24 de octubre de 2023 | Independiente | Gustavo Petro | Yesenia Olaya       | [ 25 ] [ 26 ] |
|  | 4.° | Carlos Alberto Chinchilla | 24 de octubre de 2023 |      | En el cargo           | Independiente | Gustavo Petro | Yesenia Olaya       | [ 27 ] [ 28 ] |